# Ebba Andersson (fotbollsspelare)
Ebba Margareta Andersson, född Johansson den 1 december 1935 i Gunnarsjö församling, Älvsborgs län, död den 19 februari 2021 i Mjöbäcks distrikt, Västra Götalands län, var en svensk fotbollsspelare. Hon blev känd som en av pionjärerna inom svensk damfotboll, vann två SM-guld med Öxabäcks IF och deltog i den första officiella svenska damlandskampen i fotboll.

## Biografi
Ebba Andersson började träna fotboll i Älekulla, vars idrottsförening erbjöd kvinnor den möjligheten från mitten av 1940-talet till början av 1960-talet. När Öxabäcks IF startade sin damsektion 1966 hade hon flyttat till byn Spjutås i Öxabäcks församling. Hon erbjöds att delta i klubben, där hon deltog från dess första träning, och blev snabbt ett affischnamn.

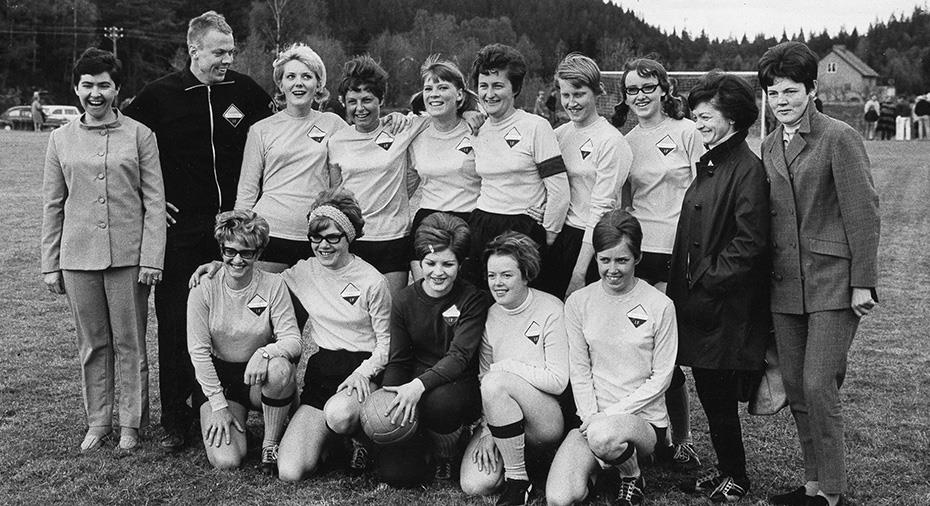
Lagbild med Öxabäck 1968, med Ebba Andersson sjätte från vänster, stående.

År 1973 var hon med och vann det första svenska mästerskapet i damfotboll. I det svenska mästarlaget fanns då både mor och dotter Andersson, eftersom även Ebbas dotter Mary (då 13 år gammal) tillhörde laguppställningen. Båda var med i Öxabäcks guldlag även 1975, när Ebba Andersson lade den avgörande straffsparken – sin första någonsin – i SM-finalen mot Jakobsberg.
År 1973 var hon lagkapten i den första officiella landskampen i damfotboll mellan Finland och Sverige. Det blev hennes enda framträdande i landslaget, för Ebba Andersson som debuterade på elitnivå efter fyllda 30 år. Hon fortsatte dock att spela fotboll i seriesystemet upp i femtioårsåldern. Hon tillhörde det ordinarie laget fram till 1977 men spelade den sista av sina 348 matcher för Öxabäcks damlag så sent som 1986. Totalt vann hon tre SM-guld med klubben, varav det första var inofficiellt.
Vid sidan av fotbollen var hon verksam i ett antal olika yrken. Efter genomförd hushållsskola 1950 arbetade hon inom hemstickeri åren 1951–1953 och var därefter anställd på en syfabrik fram till 1958. Från 1959 – samma år som hon gifte sig med lantbrukaren Sune Andersson – till 1986 arbetade hon med lantbruk, varefter hon var lagerbiträde på ett postorderföretag. Sina sista år (från 2007) var hon bosatt i Överlida.

## Betydelse
Öxabäck och Ebba Andersson var en tidig förebild för senare generationers damfotbollsspelare, inklusive Anette Börjesson och Pia Sundhage. Hon gav även namn åt priset Årets Ebba, som intresseorganisationen EFD under många år delade ut till de mest värdefulla spelarna i den svenska damfotbollens två högsta divisioner.